# Astilpnus multistriolatus
Astilpnus multistriolatus is een keversoort uit de familie spitshalskevers (Silvanidae). De wetenschappelijke naam van de soort werd in 1866 gepubliceerd door Jean Pierre Omer Anne Édouard Perris.